# Keluyo
Keluyo ist eine Ortschaft im Departamento Potosí im südamerikanischen Anden-Staat Bolivien.

## Lage im Nahraum
Keluyo ist drittgrößte Ortschaft im Kanton Esquiri im Municipio Puna in der Provinz José María Linares. Die Ortschaft liegt auf einer Höhe von 3427 m in einem wenig zugänglichen Bergland westlich des Río Pilcomayo, der zum Einzugsbereich des Río Paraguay gehört.

## Geographie
Keluyo liegt an den südwestlichen Ausläufern der bolivianischen Cordillera Central, zwischen dem Altiplano im Westen und dem bolivianischen Tiefland im Osten. Das Klima ist ein kühl-gemäßigtes Höhenklima mit typischem Tageszeitenklima, bei dem die Temperaturunterschiede im Tagesverlauf stärker schwanken als im Jahresverlauf.
Die Jahresdurchschnittstemperatur in dem Landkreis liegt bei etwa 15 °C (siehe Klimadiagramm San Lucas), die Monatsdurchschnittswerte schwanken zwischen knapp 12 °C im Juni/Juli und 17 °C von November bis März. Der Jahresniederschlag beträgt 430 mm und weist sieben aride Monate von April bis Oktober mit Monatswerten unter 20 mm auf, nennenswerte Monatsniederschläge fallen nur von Dezember bis Februar mit Werten von je 80–90 mm.

## Verkehrsnetz
Keluyo liegt in einer Entfernung von 93 Straßenkilometern südöstlich von Potosí, der Hauptstadt des Departamentos.
Durch Potosí führt die 898 Kilometer lange Nationalstraße Ruta 5, die von der Cordillera Oriental quer über den Altiplano zur chilenischen Grenze führt. Von Potosí aus führt die Straße 31 Kilometer in östlicher Richtung nach Betanzos und weiter nach Yotala und Sucre. Von Betanzos aus nach 12 Kilometern am Westrand der Pampa de Lekesana zweigt eine unbefestigte Landstraße nach Süden ab, die über die Ortschaft Calapaya nach 50 Kilometern Keluyo erreicht und weiter nach San Lucas führt.

## Bevölkerung
Die Einwohnerzahl der Ortschaft ist in den beiden Jahrzehnten zwischen den letzten registrierten Volkszählungen um etwa ein Viertel angestiegen:
| Jahr | Einwohner | Quelle       |
| ---- | --------- | ------------ |
| 1992 | 390       | Volkszählung |
| 2001 | 321       | Volkszählung |
| 2012 | 500       | Volkszählung |
| 2024 |           | Volkszählung |

Die Region weist einen hohen Anteil an Quechua-Bevölkerung auf, im Municipio Puna sprechen 99 Prozent der Bevölkerung Quechua.